# Jerome Lane
Jerome William Lane (Akron, 4 dicembre 1966) è un ex cestista statunitense, professionista nella NBA e in Spagna.

## Carriera
È stato selezionato dai Denver Nuggets al primo giro del Draft NBA 1988 (23ª scelta assoluta).
Con gli Stati Uniti ha disputato i Giochi panamericani di Indianapolis 1987.

## Palmarès
- McDonald's All-American Game (1985)
- NCAA AP All-America Second Team (1988)
- NCAA AP All-America Third Team (1987)
- All-CBA First Team (1996)
- 4 volte miglior rimbalzista CBA (1994, 1995, 1996, 1999)